# 等化子
在數學的範疇論分支，若干個函數的等化子（英語：equaliser）是使其值相等的參數的集合。換言之，兩個函數{\displaystyle f,g}的等化子，是方程{\displaystyle f(x)=g(x)}的解集。僅得兩個函數時，也稱為其差核，因為等於兩個函數之差的核。

## 定義
設{\displaystyle X}與{\displaystyle Y}為集合。又設{\displaystyle f,g}為從{\displaystyle X}至{\displaystyle Y}的函數。則{\displaystyle f}與{\displaystyle g}的等化子為{\displaystyle X}中所有滿足{\displaystyle f(x)=g(x)}的元素{\displaystyle x}的集合，以符號表示為：
{\displaystyle \operatorname {Eq} (f,g):=\{x\in X\mid f(x)=g(x)\}.}
等化子可以表示成{\displaystyle \mathrm {Eq} (f,g)}或類似的符號，如改成小楷{\displaystyle \mathrm {eq} }。有時非正式地寫成{\displaystyle \{f=g\}}。
上述定義用到兩個函數{\displaystyle f,g}，但其實不必限制為兩個函數，甚至不必為有限多個函數。一般而言，若{\displaystyle {\mathcal {F}}}是一族函數，從{\displaystyle X}映向{\displaystyle Y}，則{\displaystyle {\mathcal {F}}}的元素的等化子，是使{\displaystyle f(x)}對所有{\displaystyle f\in {\mathcal {F}}}皆相等的元素{\displaystyle x\in X}的集合。以符號表示：
{\displaystyle \operatorname {Eq} ({\mathcal {F}}):=\{x\in X\mid \forall f,g\in {\mathcal {F}},\;f(x)=g(x)\}.}
若{\displaystyle {\mathcal {F}}}可以寫成{\displaystyle \{f,g,h,\ldots \}}，則等化子亦記為{\displaystyle \mathrm {Eq} (f,g,h,\ldots )}。此情況下，亦可非正式地寫成{\displaystyle \{f=g=h=\cdots \}}。
作為一般定義的退化，考慮{\displaystyle {\mathcal {F}}}為單元集{\displaystyle \{f\}}。由於{\displaystyle f(x)}必然等於自己，等化子等於整個定義域{\displaystyle X}。更退化的情況下，設{\displaystyle {\mathcal {F}}}為空集。則等化子仍為全個定義域{\displaystyle X}，因為條件的全稱量化命題為空真命題。

## 差核
二元的等化子（即兩個函數的等化子）又稱差核（英語：Kernel (category theory)）。{\displaystyle f,g}的差核可以記為{\displaystyle \mathrm {DiffKer} (f,g)}、{\displaystyle \mathrm {Ker} (f,g)}、{\displaystyle \mathrm {Ker} (f-g)}。最後一種寫法表明名稱的由來，是兩個函數之差的核，而且抽象代数中，該寫法亦最常用。此外，單一個函數{\displaystyle f}的核，可以作為差核{\displaystyle \mathrm {Eq} (f,{\boldsymbol {0}})}找到，其中{\displaystyle {\boldsymbol {0}}}表示取零值的常數函數。
以上假設核的意義如同抽象代數中，解作某函數作用下，{\displaystyle 0}的原像，但在範疇論定義中，並不一定。

## 範疇論
等化子可以用泛性質定義，以將此概念從集合範疇推廣到任意的範疇。
一般地，在任意範疇中，設{\displaystyle X,Y}為物件，而{\displaystyle f,g}為自{\displaystyle X}往{\displaystyle Y}的態射。此兩件物件及兩個態射組成該範疇的一幅圖，而{\displaystyle f,g}的等化子，則是該圖表的極限。
具體而言，等化子是物件{\displaystyle E}與態射{\displaystyle \mathrm {eq} :E\to X}的整體，滿足{\displaystyle f\circ eq=g\circ eq}，且對任意物件{\displaystyle O}與態射{\displaystyle m:O\to X}，若有{\displaystyle f\circ m=g\circ m}，則存在唯一的態射{\displaystyle u:O\to E}，使得{\displaystyle \mathrm {eq} \circ u=m}。
其中態射{\displaystyle m:O\rightarrow X}滿足的條件，即{\displaystyle f\circ m=g\circ m}，又稱為等化（英語：equalise）{\displaystyle f}與 {\displaystyle g}。
在泛代数範疇，例如有定義差核的範疇，或集合範疇{\displaystyle \mathbf {Set} }，物件{\displaystyle E}總可以按原始定義（即{\displaystyle \{x:f(x)=g(x)\}}）選取，而相應的態射{\displaystyle \mathrm {eq} }則是{\displaystyle E}作為{\displaystyle X}子集的包含映射。
可以直接推廣到多於兩支態射的情況，只要用在圖中，添加更多支態射，然後再取極限便可。同樣，只有一支態射的退化情況也很直接，而{\displaystyle \mathrm {eq} }可以取為任何由{\displaystyle E}至{\displaystyle X}的同構。
但是，無態射的退化情況較為特殊，要較仔細畫出正確的圖。一開始，可能會嘗試畫出物件{\displaystyle X}和{\displaystyle Y}，然後不加任何態射。然而，此為不正確，因為該圖的極限，是{\displaystyle X}和{\displaystyle Y}的範疇論積，而非所求的等化子（應為{\displaystyle X}）。正確觀念是，等化子的定義，與定義域{\displaystyle X}密切相關（例如在集合範疇的情況下，{\displaystyle X}出現在定義式中），但與{\displaystyle Y}的關聯則僅在於{\displaystyle Y}是圖中態射的陪域。 所以，若無態射，則{\displaystyle Y}不必出現，故圖僅有{\displaystyle X}。此圖的極限，是任何{\displaystyle E}與{\displaystyle X}間的同構。
可以證明，任意範疇中的等化子，皆為單態射。反之，若逆命題成立，即單態射皆為某兩支態射的等化子，則該範疇（在單態射意義下）稱為正則（英語：regular）。更一般地，任意範疇中，正則單態射是某族態射的等化子。也有作者更嚴格，要求其為某兩個態射的二元等化子。然而，若所考慮的範疇完備，則兩種定義一致。
範疇論中，也有差核的概念。術語「差核」在範疇論各處也常用作描述二元等化子。預可加範疇中（於阿貝爾群範疇上濃縮的範疇，粗略而言，即每個態射集{\displaystyle \mathrm {Hom} (A,B)}皆具阿貝爾群結構），「差核」一詞能逐字理解，因為兩支（相同端點的）態射之差有定義，即{\displaystyle \mathrm {Eq} (f,g)=\mathrm {Ker} (f-g)}，其中{\displaystyle \mathrm {Ker} }表示範疇論核。
若範疇有拉回（纖維積）及積，則有等化子。

## 外部鏈結
- nLab的Equalizer條目

- 一個互動網站，給出有限集範疇中的等化子例子。由Jocelyn Paine編寫。